# نظام عام

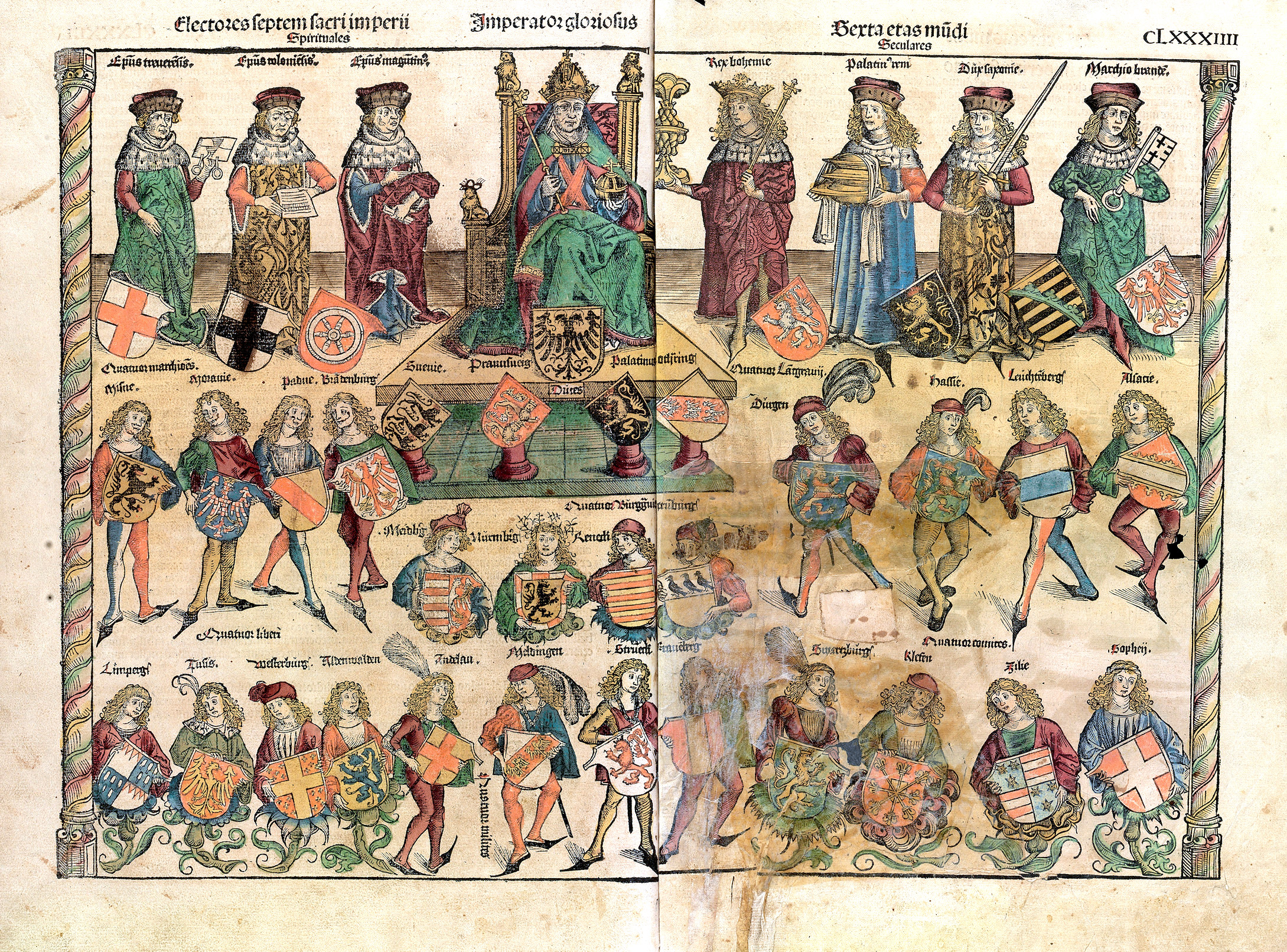

النظام العام هو مجموعة القواعد والوسائل الأمنية التي توفّر الحماية العامة للمواطنين وجميع الأفراد والمجتمع عامة الموجودون على أرض دولة والتي يترتب على غيابها انهيار المجتمع ككل،.
وعموما المراد بالنظام العام أنه جميع تلك الأساليب المستخدمة في تنظيم الحياة الاجتماعية ضمن مجتمع الواحد ونسيج متكامل باللجوء لسلطة القانون، بالتالي فإن كل مخالفة لأحكام النظام العام يترتب عنها بالمقابل سلطة ردعية ترجع الأفراد داخل المجتمع إلى الوضعية التي من المفترض أن يكون عليها، والجدير بالذكر أن مفهوم النظام هو مفهوم متغير ومتبدل من مكان لأخر ومن زمان لأخر، غير أن عيب المفهوم يكمن في مدى كونه فضفاضا بالنسبة لكل القواعد القانونية فالنقد المبني عليه ينصب مما لا شك فيه، من ناحية أنه قد يستعمل صلبها بما من شأنه أن يمس من حريات الأشخاص وحقوقهم في كل فعل اعتبر بشكل من الأشكال أنه يخالف صيغ النظم العامة.